# Sławice Szlacheckie
Sławice Szlacheckie – wieś w Polsce położona w województwie małopolskim, w powiecie miechowskim, w gminie Miechów.
W latach 1975–1998 miejscowość administracyjnie należała do województwa kieleckiego. Integralna część miejscowości: Sławice Duchowne.

## Sport
9 stycznia 2010 roku otwarto nartostradę.

## Osoby związane z miejscowością
- Franciszek Rohland